# التمريض في الهند
التمريض في الهند هو توفير الرعاية للمرضى والأسر والمجتمعات في الهند لتحسين الصحة ونمط الحياة.
يشير التاريخ إلى أن مبادئ واساليب التمريض في الهند تعد قديمة حيث ان قبل القرن العشرين، كان طاقم الممرضين في الهند عادة ما يكون من الشباب، اما النساء فكن يعملن كقابلات للمساعدة في الولادة. وقد تم تحسين قبول التمريض كمهنة في الهند كثيرًا مع جودة التعليم الجيدة والفحص السريري للطلاب، وتميل غالبية الممرضات الهنديات إلى الانتقال إلى دول خارجية مثل أستراليا وكندا والولايات المتحدة الأمريكية وبريطانيا وذلك يعود إلى ظروف عمل والاجور الأفضل في تلك الدول.

## التمريض العسكري
التمريض العسكري كان أقدم نوع من لنواع التمريض الحديث.و قد اقامت شركة الهند الشرقية في عام 1664 ، مستشفى للجنود في منزل فورت سانت جورج، مدراس.وكما إرسلت أوائل دفعة ممرضات من مستشفى سانت توماس بلندن إلى هذا المستشفى العسكري.

## التوليد
بُني مستشفى للولادة للفقراء في عام 1797 بمدينة مدراس بإسهامات كتبها جون أندروود. وفي عام 1854، أقامت الحكومة مدرسة تدريب للقابلات في مدراس.

## فلورنس نايتنجيل
كانت فلورنس نايتنجيل أول امرأة ذات تأثير كبير في مجال التمريض في الهند ولديها معرفة جيدة بالأوضاع في الهندية خاصة الجيش. كانت مهتمة بتقديم خدمة التمريض للسكان المدنيين، على الرغم من أن اهتمامها الأول كان مصلحة الجيش في الهند.
وضعت نايتنجيل في عام 1865 بعض «الاقتراحات المفصلة حول نظام التمريض للمستشفيات في الهند» وقامت بإرسال الخريجين من مدرسة نايتنجيل للممرضين في مستشفى سانت توماس، إنجلترا لبدء مدارس مماثلة لها في الهند وكان مستشفى سانت ستيفن في دلهي أول مسفى بدأ تدريب النساء الهنديات كممرضات في عام 1867.

## مدارس للتدريب
في عام 1871، أقيمت أول مدرسة للتمريض في المستشفى الحكومي العام في مدراس ببرنامج دبلوم للقابلات لمدة ستة أشهرلأربعة طلبة.
إرسلت أربع مديرات وأربعة ممرضات مدربات من إنجلترا إلى مدينة مدراس وتم إنشاء العديد من المدارس في أجزاء مختلفة من الهند ما بين عام 1890 وعام 1900 سواء اكانت في إطار البعثات أو الحكومة، وفي القرن العشرين بدأت جمعيات التمريض الوطنية.
عملت BC Roy عام 1897 وفقًا لمعايير التمريض والممرضات لكلا الجنسين.

## القرن العشرين
شُكلت جمعية الممرضات المدربات في الهند عام 1908 للحفاظ على كرامة وشرف مهنة التمريض.
وفي عام 1918 بدأت مدارس التدريب للزوار في دلهي وكراتشي حيث عُينت ممرضتين للغة الإنجليزية وهما غريفين وغراهام لتدريب الممرضات وللإشراف عليهن.
شكلت مدينة مدراس في عام 1926 أول مجلس للتسجيل وذلك لتوفير المعايير الأساسية للتعليم والتدريب، وأُنشأ أول برنامج لدرجة البكالوريوس لمدة أربع سنوات في عام 1946 في كلية التمريض في دلهي وكلية الطب المسيحي ومستشفى (CMCH) في فيلور.
بمساعدة من مؤسسة روكفلر، أُنشئت سبعة مراكز صحية بين عامي 1931-1939 في دلهي ومدراس وبنغالور ولوكناو وتريفاندروم وبيون وكلكتا.
بعد استقلال الهند في عام 1947، قدم برنامج تنمية المجتمع وبرنامج توسيع خدمة المستشفى طلبًا كبيرًا على الممرضات والممرضات المساعدات وزوار المراكز الصحيات والقابلات ومعلمات التمريض وإداريين التمريض.
إصدار مجلس التمريض الهندي بمرسوم بتاريخ 31 ديسمبر 1947 وتأسس المجلس عام 1949.
تم تعيين ادرينولا كمستشار التمريض لحكومة الهند في عام 1956 ان تطوير التمريض في الهند تأثر بشكل كبير بالمبشرين المسيحيين، وورلدوار، والحكم البريطاني وكما تأثر أيضا بالوكالات الدولية مثل منظمة الصحة العالمية اليونيسف، والصليب الأحمر، UNSAID وغيرها.
بدأت أول دورة لدرجة الماجستير وبرنامج للدراسات العليا لمدة عامين في عام 1960 في كلية راجكوماري عمريت كاور للتمريض بدلهي. وفي عام 1963 أنشأت كلية التمريض في تريفاندروم أول برنامج لدرجة البكالوريوس بعد عامين.
ان جمعيات مثل المجلس الدولي للممرضات والممرضات المساعدات من CMA في الهند (TNAI) ومجلس التمريض الهندي ومجلس التسجيل على مستوى الولاية تعزز وتدعم مهنة التمريض.

## تخصصات التمريض ومجالات العمل في الهند
كان هناك متسع من وقت عندما لم يكن لدى الممرضات المحترفات سوى القليل من الخيارات للخدمة لأن التمريض كان يتمركز في المستشفى بالبقاء بجانب سرير المريض. والفرص الوظيفية الآن تعد أكثر تنوعًا لعدة الأسباب فهي تشمل الخيارات المهنية التالية:
- توفر ممرضة الموظفين رعاية مباشرة للمرضى منهم سواء لمريض واحد أو لمجموعة من المرضى. ويساعد في إدارة الجناح والاشراف عليه مسؤول مباشرة.
- الممرضة أو المشرفة على التمريض تكون المسؤولة امام مشرف التمريض وذلك لإدارة ورعاية التمريض في الجناح أو القسم وتتولى المسؤولية الكاملة للجناح.و يعين العمل لموظفي التمريض وغير التمريض العاملين في الجناح حيث يكون مسؤول عن سلامة وراحة المرضى في الجناح ويقدم لهم جلسات تعليمية إذا كان مستشفى تعليمي.
- مشرف القسم / مساعد مديرالتمريض المسؤول عن مشرف التمريض ونائب مشرف التمريض ورعاية التمريض وإدارة أكثر من جناح أوقسم على سبيل المثال قسم الجراحة أو قسم العيادات الخارجية.
- نائب مشرف التمريض المسؤول عن مشرف التمريض ويساعد في إدارة التمريض في المستشفى.
- رئيس التمريض مسؤول عن المشرف الطبي لإدارة آمنة وفعالة لخدمات التمريض في المستشفيات.
- مدير التمريض مسؤول عن كل من خدمة التمريض وتعليم التمريض داخل المستشفى التعليمي.
- تركز خدمات ممرضة صحة المجتمع (CHN) على برنامج الصحة الإنجابية للأطفال.
- التدريس في التمريض. ان وظائف ومسؤوليات مدرب التمريض تشمل التخطيط والتدريس والإشراف على الخبرات التعليمية للطلاب. المناصب في تعليم التمريض تشمل مدرب سريري، مدرس، مدرس أول، محاضر، وأستاذ مشارك، قارئ في التمريض وأستاذ في التمريض.
- تقدم الممرضات الإسعافات الأولية والرعاية أثناء عند الحاجة اليها وكما تقدم التثقيف الصحي حول المخاطر الصناعية والوقاية من الحوادث.
- أصبحت خدمة التمريض العسكرية جزءًا من الجيش الهندي، وأصبح الممرضون ضباطًا مكلفين يحصلون على درجات من ملازم إلى لواء.
- خدمة التمريض في الخارج، أدت الرواتب والفرص المهنية إلى زيادة في خدمات التمريض في الخارج.
- المناصب الإدارية لخدمة التمريض. على مستوى الولاية نائب مدير التمريض في مديرية الصحة بالولاية. أعلى منصب إداري على المستوى الوطني هو مستشار التمريض للحكومة. الهند.
- معلوماتية التمريض هي أيضًا مجال لعمل الممرضات في الهند.

## وصلات خارجية
- مجلس التمريض الهندي
- مجلس الممرضات والقابلات في تاميل نادو
- بوابة التمريض والقبالة| مهارات عامة         | - طالب ممرض - ممرض سريري قائد - Licensed practical nurse - ممرض قانوني - Graduate nurse - Nurse scientist                                                                                                                                                                   |
| ممرض ممارس متقدم    | \| ممرض حسب الدور \| - اختصاصي تمريض سريري - ممرض مخدر - ممرضة قابلة معتمدة - ممرض ممارس \| \| ممرض حسب عدد السكان \| - ممرض أسرة ممارس - Adult-gerontology - ممرض أطفال ممارس - ممرضة متمرسة لصحة المرأة - ممرض أطفال حديثي الولادة ممارس - ممرض صحة نفسية وعقلية ممارس \| |
| ممرض حسب الدور      | - اختصاصي تمريض سريري - ممرض مخدر - ممرضة قابلة معتمدة - ممرض ممارس |
| ممرض حسب عدد السكان | - ممرض أسرة ممارس - Adult-gerontology - ممرض أطفال ممارس - ممرضة متمرسة لصحة المرأة - ممرض أطفال حديثي الولادة ممارس - ممرض صحة نفسية وعقلية ممارس |

| ممرض حسب الدور      | - اختصاصي تمريض سريري - ممرض مخدر - ممرضة قابلة معتمدة - ممرض ممارس                                                                                |
| ممرض حسب عدد السكان | - ممرض أسرة ممارس - Adult-gerontology - ممرض أطفال ممارس - ممرضة متمرسة لصحة المرأة - ممرض أطفال حديثي الولادة ممارس - ممرض صحة نفسية وعقلية ممارس |